# Scotophaeus tubicola
Espèce
Scotophaeus tubicola est une espèce d'araignées aranéomorphes de la famille des Gnaphosidae.

## Distribution
Cette espèce est endémique de Fuerteventura aux îles Canaries,.

## Publication originale
- Schmidt, 1990 : Zur Spinnenfauna der Kanaren, Madeiras und der Azoren. Stuttgarter Beiträge zur Naturkunde, sér. A, vol. 451, p. 1-46.